# تپه پتک
تپه پتک در شهرستان دهلران، بخش موسیان، روستای پتک اعراب واقع شده و این اثر در تاریخ ۱۲ شهریور ۱۳۸۰ با شمارهٔ ثبت ۳۸۱۵ به‌عنوان یکی از آثار ملی ایران به ثبت رسیده است.